# Son Cósset
Son Cósset és una antiga parcel·lació de la Cavalleria de Santa Maria en el municipi de Santa Maria del Camí. Estava al costat del Camí de Muro i confrontava amb Can Colom, la Pleta i el Camí de Sóller.
La urbanització d'aquest espai es va iniciar en el període 1890-1930, mitjançant l'allargament dels carrers Mesquides (Lluc Mesquida) i Boltau (Arquitecte Forteza), encreuats en retícula amb dos carrers nous perpendiculars (part de P. J. Jaume i Pons i Basílica). Així i tot la urbanització no es poblà massivament fins després de la guerra, amb l'allargament del carrer Arquitecte Forteza fins al de Santa Margalida.